# 凯文·奥沙利文
凯文·奥沙利文（英語：Kevin O'Sullivan，？—），新西兰男子高山滑雪运动员。他曾代表新西兰参加1994年和1998年冬季残疾人奥林匹克运动会高山滑雪比赛，获得一枚金牌和一枚铜牌。